# 大西洋藍槍魚
大西洋藍槍魚（學名：Makaira nigricans）是大西洋特有的一種旗魚，被IUCN列為次級保育類動物。牠們主要吃海面上多種的生物。牠們會用其槍來刺、傷害或殺死獵物，之後再回來享用。大西洋藍槍魚是出名供垂釣的魚，其肉質含有高脂肪，故具有很高的商業價值。
大西洋藍槍魚分佈在大西洋的熱帶及溫帶海域，但較多出沒於西部。牠們主要都會生活在海洋，遠離陸地。雌魚可以生長到比雄魚重4倍，達到540-1800公斤。除了人類外，牠們只有少數天敵，世界自然保護聯盟並未將牠們列為瀕危物種。

## 分類及命名
大西洋藍槍魚是槍魚屬下三個物種之一。其屬名的希臘文意思是「短劍」，種小名的拉丁文意思是「變黑」。大西洋藍槍魚屬於旗魚科及鱸形目。
大西洋藍槍魚最初是由贝尔纳·热尔曼·德·拉塞佩德（Bernard Germain de Lacépède）於1802年描述。以往也有其他的學名，包括Histiophorus herschelii、Tetrapturus herschelii、Makaira ampla ampla、Tetrapturus amplus、Orthocraeros bermudae及Makaira perezi。
印度槍魚成為獨立物種備受爭議。基因數據顯示印度槍魚與大西洋藍槍魚雖然是獨立的兩類，但卻是同一物種。另一項研究則指印度槍魚及大西洋藍槍魚在線粒體及微衛星基因座上有門顯的親緣地理學上的分野。故此認為這兩類是屬於同一物種，只有在印度槍魚遷徙及提供基因予大西洋藍槍魚進行基因交換。

## 特徵

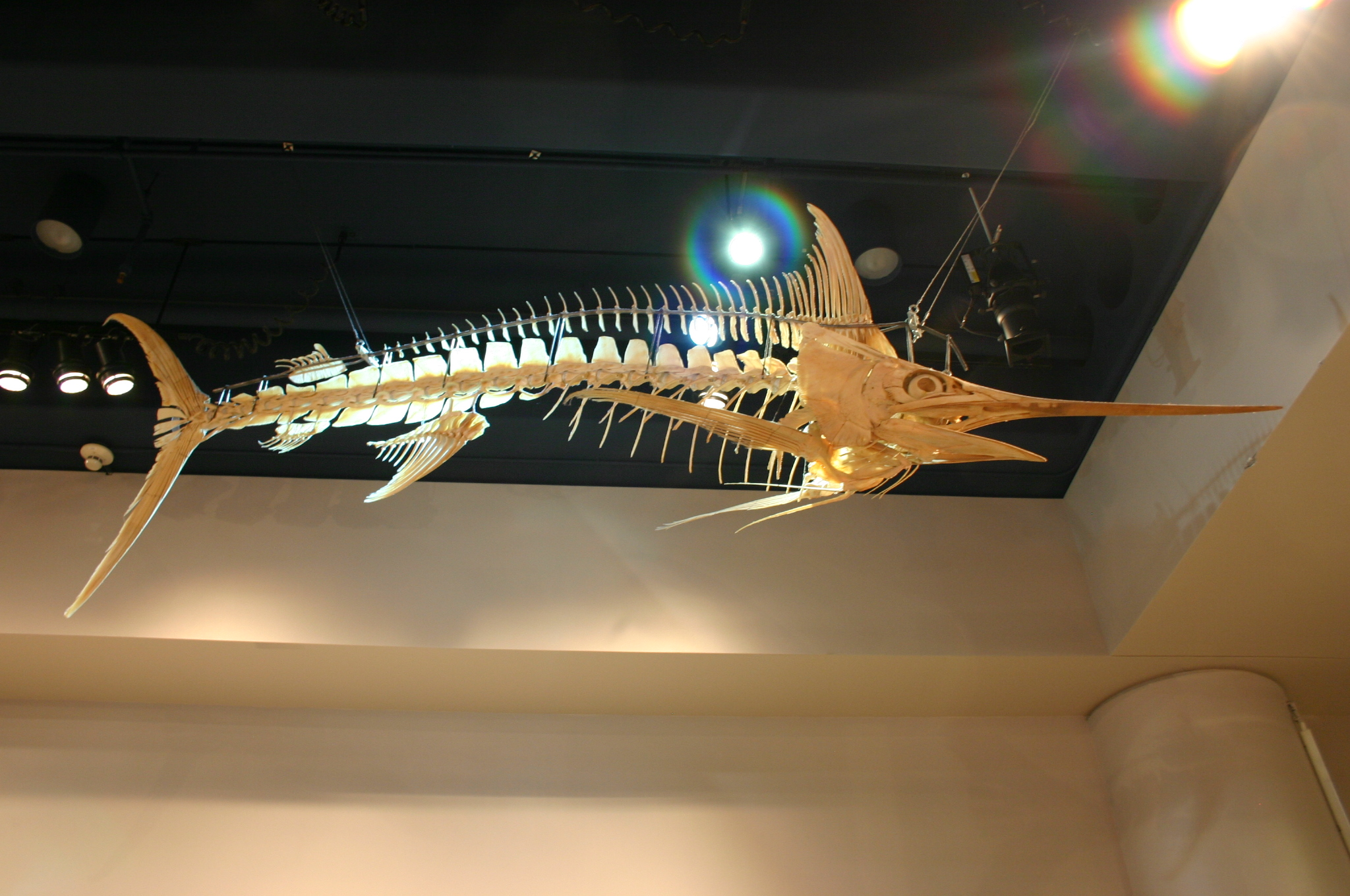
大西洋藍槍魚的骨骼。

大西洋藍槍魚最大的雌魚可以比雄魚重4倍。雄魚很少會重多於160公斤，雌魚一般重超過540公斤。雌魚可以長達4米，由眼睛到尖端就已佔了總長度的20%。雌魚及雄魚都有24節脊骨，其中11節為尾前椎，13節為尾椎。
大西洋藍槍魚有兩條背鰭及兩條臀鰭，都是由骨質的鰭條所支撐。第一背鰭共有39-43條鰭條。第二背鰭只有6-70條鰭條。第一臀鰭與第二臀鰭的形狀及大小相似，有13-16條鰭條，但第二臀鰭卻只有6-7條鰭條。胸鰭有19-22條鰭條，形狀窄長。腹鰭比胸鰭短小，鰭膜不怎麼發達，可以收縮到腹面溝。第一臀鰭與胸鰭及尾鰭都可以收入此溝內，這可以令牠們更為流線形及減低阻力。
大西洋藍槍魚的背部呈藍黑色，腹部呈銀白色。牠們有15排淡鈷色的斑紋，每條斑紋上有圓點或幼紋。第一背鰭鰭膜是深藍色或接近黑色的，沒有斑點或斑紋。其他鰭一般都是褐黑色，有時呈深藍色。第一及第二臀鰭底有銀白色的陰影。大西洋藍槍魚可以改變顏色，一般在獵食時會變為鮮藍色。這種變色的能力是來自色素細胞及反光細胞。牠們的身體上有一層厚長的骨質鱗片覆蓋，這些鱗片一般有1個末端，最多可以有3個末端。
大西洋藍槍魚的喙長及粗壯。下顎及上顎都有細小的牙齒覆蓋。體側線是一系列的神經丘組成，可以感應到微弱的水流及水壓改變。體側線成網狀，在幼體中十分明顯，但成年的身上並不清晰。肛門位於第一臀鰭前。

## 分佈及遷徙
大西洋藍槍魚是分佈最近熱帶的旗魚。分佈的緯度會隨季節而改變，最遠可達北緯45°至南緯35°。在非洲離岸北緯25°至南緯25°的東大西洋數量較少。牠們一般棲息在水溫高於24℃的海域，最高水溫可達30.5℃，而最低的則是21.7℃。另外，牠們也喜歡棲息在深海區域。
大西洋藍槍魚在溫暖的季節會向北擴展，而在寒冷季節則會集中在近赤道地方。
大西洋藍槍魚會長途遷徙，包括重複在加勒比海、委內瑞拉及巴哈馬間遷徙，與及在美屬維京群島及西非之間遷徙。這些橫渡大西洋的魚類是否會回到西大西洋不明，但在東大西洋卻發現一些群落會回到曾到過的地區，所以估計牠們會隔幾年重回到原地，但實際時間卻決乏數據研究。

## 掠食者及寄生蟲
大白鯊及尖吻鯖鯊都會掠食大西洋藍槍魚。
大西洋藍槍魚已知有28種寄生蟲，包括複殖亞綱、孪体亚纲、單殖亞綱、絛蟲綱、線蟲動物門、棘頭動物門、橈腳類、藤壺及如鮣魚和雪茄達摩鯊等魚類。

## 生命周期

### 生長及成熟
大西洋藍槍魚2-4歲時就達至性成熟。雄魚性為熟時約重35-44公斤，雌魚則重47-61公斤。牠們會在夏末及冬天繁殖。雌魚一季可以產多達四次卵。牠們每次可以排出超過700萬顆卵，每顆直徑約有1毫米。當中很少可以成長至性成熟。浮游的魚苗會留在遠洋帶。魚苗棲息在美國喬治亞州、北卡羅萊那州、佛羅里達州、牙買加、巴哈馬及阿雷西沃對出的西中大西洋，與及巴西對出的西南大西洋。
魚苗在一日內可以長達1.6厘米。側面及背部是藍黑色的，腹部白色。尾鰭及尾柄透明。頭部有兩個虹色的藍點，某些的背上更有深色的斑點。幼魚的第一背鰭很大，但隨著身體成長而變得細小。雄魚的壽命達18歲，雌魚達27歲。

### 食性及攝食
魚苗會吃浮游動物，及其他同類的卵和魚苗。牠們逐漸會吃多種的魚類，包括鯖魚及鮪魚、魷魚及幼生近岸魚類。在大西洋及太平洋的研究發現牠們也會吃扁花鰹、圓舵鰹及鰹。魷魚（包括美洲大赤魷）及深海魚類（如烏魴科及蛇鲭）在某些地區都是牠們主要的食物。大西洋藍槍魚可以吃大至白色四鰭旗魚、重45公斤的黃鰭金槍魚及短鮪。相反牠們也可以吃細小的獵物，如沙鯭及鷺管魚。

## 經濟效益

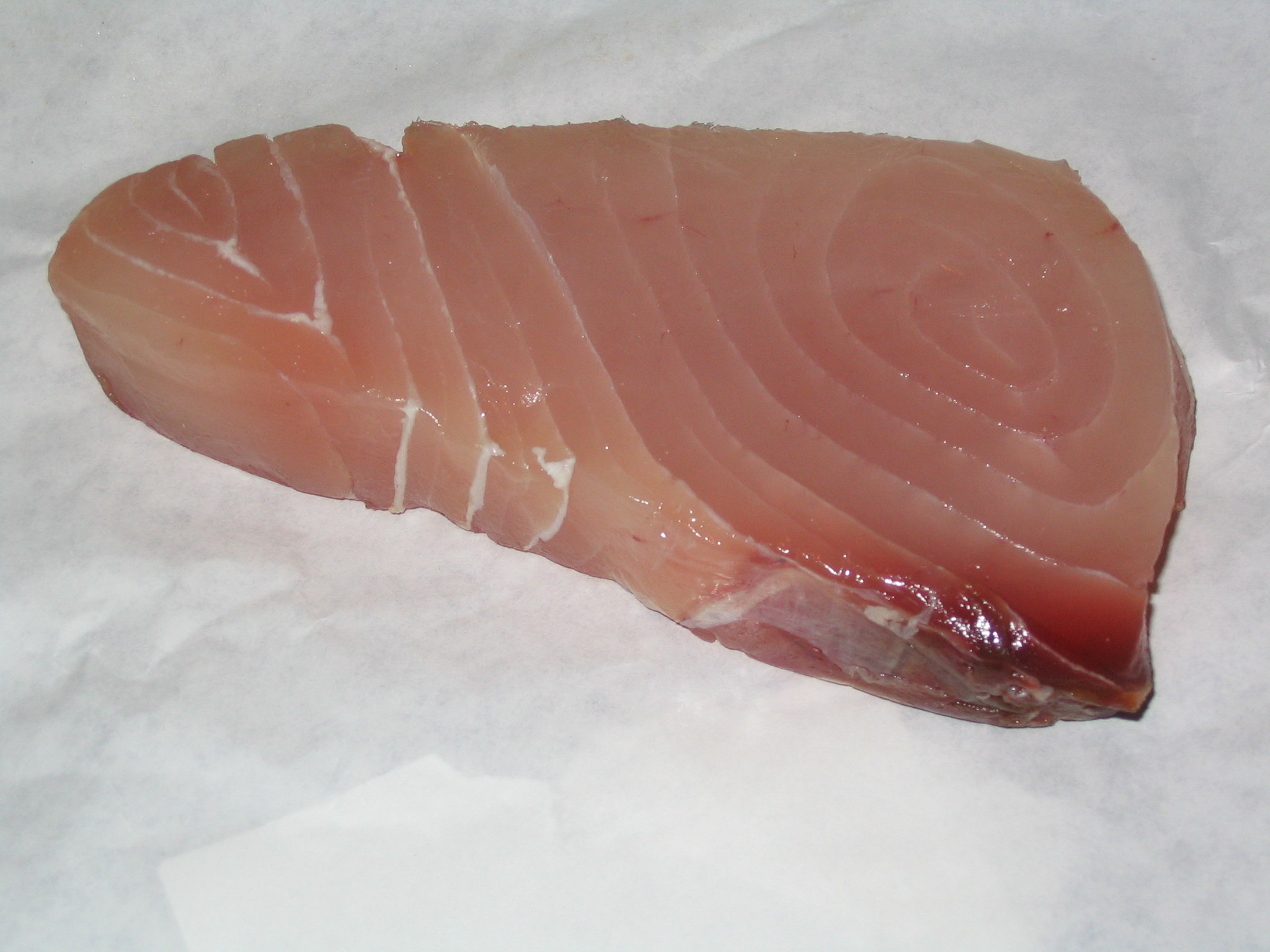
8安士的大西洋藍槍魚柳。

大西洋藍槍魚在鮪魚的延繩釣作業中往往成為副漁獲。牠們具有很高的商業價值，單於2000年就已經漁獲3064公噸。牠們的肉有高含量的脂肪，在日本的刺身中是貴價的食材。
由於大西洋藍槍魚的稀有性、美觀及運動質素，牠們被視為珍貴的垂釣魚類。國際釣魚協會（International Game Fish Association）紀錄最大釣獲的大西洋藍槍魚就重636公斤。漁獵大西洋藍槍魚及其他旗魚是一項價值幾百萬美元的行業，涉及多間公司及數千個職位。最大的旗魚漁業是在美國墨西哥灣沿岸地區、巴哈馬及幾個加勒比海的島嶼、委內瑞拉、巴西及百慕達。

## 保育
大西洋藍槍魚現正備受延繩釣作業的壓力。單在加勒比海，日本及古巴漁民每年就獵獲超過1000噸。雖然在美國海岸200海浬內捕獲的大西洋藍槍魚需要放生，但放生的生存率卻十分之低。
大西洋藍槍魚並未被列為瀕危物種。於2010年，綠色和平將大西洋藍槍魚列在其海鮮的紅皮書中。

## 扩展阅读
維基物種上的相關：大西洋藍槍魚
- . ITIS. 2006  [1月30日, 2006].